# Исландцы
Исла́ндцы (др.-сканд. Íslendingar, исл. Íslendingar) — северогерманский народ и нация, основное население Исландии. Насчитывают примерно 500 000 человек, из которых в Исландии проживают 321 246, в Канаде — 101 795, в США — 42 716, в Дании — 9 308, в Норвегии — 8 274. В меньших количествах проживают также в других странах.
Говорят на исландском языке. Большинство исландцев являются прихожанами Исландской народной церкви, входящей во Всемирную лютеранскую федерацию.

## История

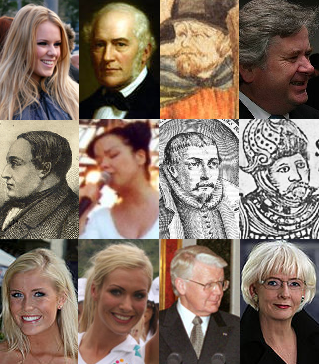
1-й ряд: Йоханна Гвюдрун Йоунсдоттир • Йоун Сигурдссон • Эгиль Скаллагримссон • Давид Оддсон
2-й ряд: Йоунас Хадльгримссон • Бьорк • Арнгрим Дженсон • Эрик Рыжий
3-й ряд: Йоханна Вала Йонсдоттир • Александра Иварсдоттир • Оулавюр Рагнар Гримссон • Йоханна Сигурдардоттир

Исландцы — потомки древнескандинавских переселенцев IX—X веков, в основном из Норвегии. Кроме того, в образовании исландской народности принимали участие переселенцы из скандинавских владений в Ирландии и Шотландии.
Процесс национальной консолидации исландцев и формирования исландской народности приходится на XI—XIII века. Национальное развитие Исландии было осложнено многовековым датским господством (с 1380 года).
В «Книге о взятии земли» (XII—XIII века) упоминаются имена 400 первопоселенцев IX—X веков (в основном норвежцев), что позволяет с достаточной степенью изученности говорить об этногенезе и этнической истории исландцев. Первопоселенцы построили свои хутора на прибрежных низменностях в устьях рек. Предводителем этих людей был Ингольф Арнарсон.

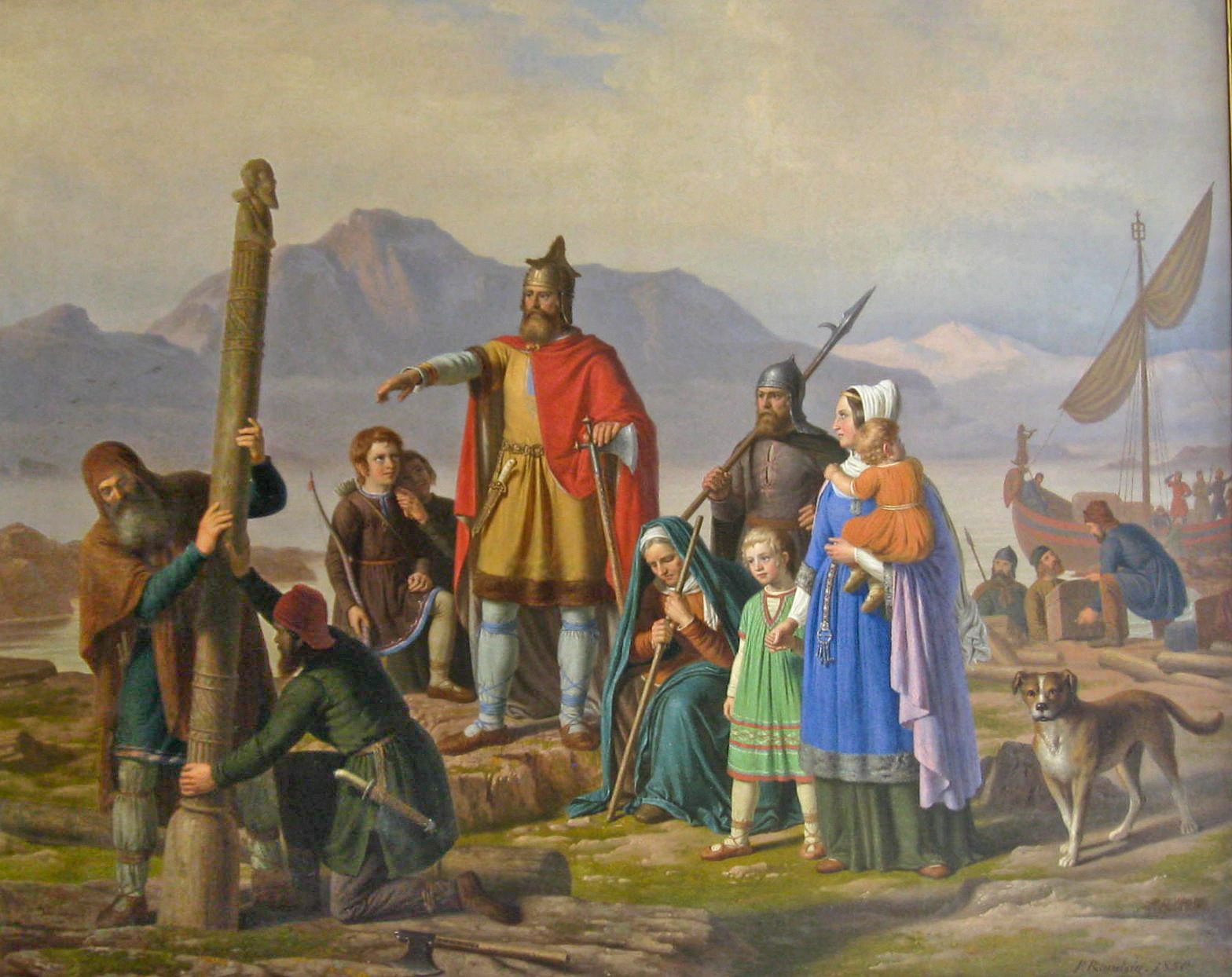
Прибытие Ингольва в Исландию, картина П.Раадсига, 1850 г.

Частично население Исландии пополнили выходцы с Британских островов — в основном рабы, захваченные в Ирландии. Скандинавско-кельтская составляющая была первичной этнической основой исландцев. Первое всеисландское народное собрание — альтинг — состоялось в 930 году. Самый яркий в истории исландцев — первый век «народовластия» (930—1030) — период создания «саг об исландцах», которые были записаны в XII—XIII веках. Эта традиция оказала существенное влияние на развитие этнического самосознания исландцев. В 1000 году на альтинге состоялось добровольное принятие христианства (без ликвидации языческих обрядов). В XI—XII веках возникают католические монастыри, которые становятся центрами хранения и распространения исландской книжной письменности. К XIII—XIV векам завершается формирование исландской этнической общности.
В 1264 году Норвегия подчиняет исландцев своей власти, а в 1380 вместе с нею они подчиняются Дании. Одной из форм ассимиляции исландцев стала церковная реформация 1540 года с принудительным введением лютеранства. Этот процесс сопровождался разорением монастырей (лишением земли и расхищением древнеисландских рукописей). В XVII веке официальным языком в Исландии становится датский язык. Ответом на попытки ассимиляции стало культивирование исландского языка и литературного наследия: ещё в XVII веке исландцы переписывали и передавали из рук в руки саги и другие литературные памятники, подлинники которых коллекционеры вывозили из Исландии.
Начиная со второй половины XVIII века исландцами ведётся борьба за очищение исландского языка от датской лексики и иных заимствований. Итогом этих действий стало закрепление старых форм языка и отделение его от других скандинавских языков. Кроме того, такая деятельность привела к распространению всеобщей грамотности, восстановлению родословных исландцев (начиная с эпохи заселения страны) как существенного фактора этнического самосознания исландцев. Исландский язык сберёг столь древние элементы, поэтому всякий исландец легко понимает средневековую исландскую литературу. Этим же обстоятельством объясняется существование в антропонимах лишь имени и отчества. Существует специальный закон, по которому «никто не должен брать фамилию» (она бывает у исландцев как редкий случай). В 1855 году исландцы приняли закон о свободе печати (на родном языке), в 1859 году добились права публикации законов на исландском языке, в 1874 году получили автономию. Развитие рыболовства, промысловой и сбытовой кооперации привело в конце XIX века к появлению рыночных отношений. Это период, когда сформировалась исландская нация.
Во второй половине XIX века более четверти населения Исландии мигрировало в Канаду. Первоначально они поселились в провинции Онтарио, где часть их обратилась в мормонизм, однако несколько лет спустя произошло массовое переселение в провинцию Манитоба, где возник культурный регион, известный как Новая Исландия. В настоящее время исландо-канадцы составляют самую крупную исландскую диаспору за пределами Исландии.
В 1918 году Дания согласилась с суверенными правами Исландии на основе датско-исландской унии. В 1944 году уния была аннулирована, и страну провозгласили республикой.
Основная экономическая деятельность исландцев связана с рыболовством, рыбопереработкой и сельским хозяйством.

## Род деятельности
К традиционным занятиям исландцев относятся отгонное овцеводство и коневодство. К древним традициям относится рыболовство с открытых лодок, которое в XIX—XX вв. вместе с рыбопереработкой стало главным занятием исландцев. В разгар рыболовной путины всё работоспособное население, включая учителей и священников, участвует в такой рыбной ловле. Значительная часть промышленных предприятий связана с обработкой рыбы и переработкой шерсти. Традиционными ремёслами исландцев являются: резьба по дереву (ложки, пивные кружки с готической вязью и др.), кости, рогу, гравировка по металлу, изготовление обуви, ковроткачество, кузнечное дело, бондарство, вязание.

## Поселения
Исландцы заселяют остров Исландия весьма неравномерно — только по побережью — и у них отмечается самая низкая плотность населения в Европе. 
Хутора представляют собой традиционный тип поселения исландцев. Посёлки размещены главным образом на берегу моря, а потому, наряду с выполнением административных и торговых функций, одновременно являются и рыбачьими. До конца XVIII века в стране отсутствовали города, а столица Рейкьявик в 1801 году насчитывала 300 человек. Традиционный хутор исландцев представляет собой ряд домиков, сложенных из дерновых кирпичей, и сомкнутых для сохранения тепла боковыми стенами. Домики имеют двускатные дерновые крыши. Центр дома предназначен для жилья, в котором есть место купания и стирки, остальные помещения используются как складские и для скота. 
Современные дома — как правило, одноквартирные, с коммунальными удобствами — строят из железобетона, крыши делают из разного материала — шифер, черепица или жесть, окрашивая в яркие красный или зелёный цвета.

## Одежда

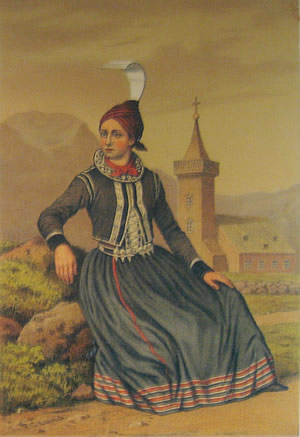
Девушка, надевшая фьйоудбунингюринн.

Традиционный костюм сохраняет свои черты чаще у женщин. Его составляют тёмная шерстяная юбка, белая блузка и передник. Дополняет костюм лиф чёрного или красного цвета со шнуровкой и растительным орнаментом на кокетке и с украшениями из серебра на поясе. Кокетка обшита по краям золотой или серебряной нитью. Другим типом традиционного костюма является длинное платье из чёрного сукна с воротником и манжетами из бархата, украшенными растительным орнаментом, расшитым серебряной нитью. Головной убор у девочек представляет собой чёрную бархатную шапочку; у молодых женщин — это шапочка с длинной кистью и серебряным кольцом или высокий убор из белого полотна, у пожилых — платок. Традиционная женская обувь делается из цельного куска тюленьей или овечьей кожи. У мужчин традиционный костюм состоит из суконных узких брюк, вязаного из шерсти свитера или кофты, гольфов выше колен, башмаков из тюленьей кожи, берета или шляпы.

## Культура и занятия

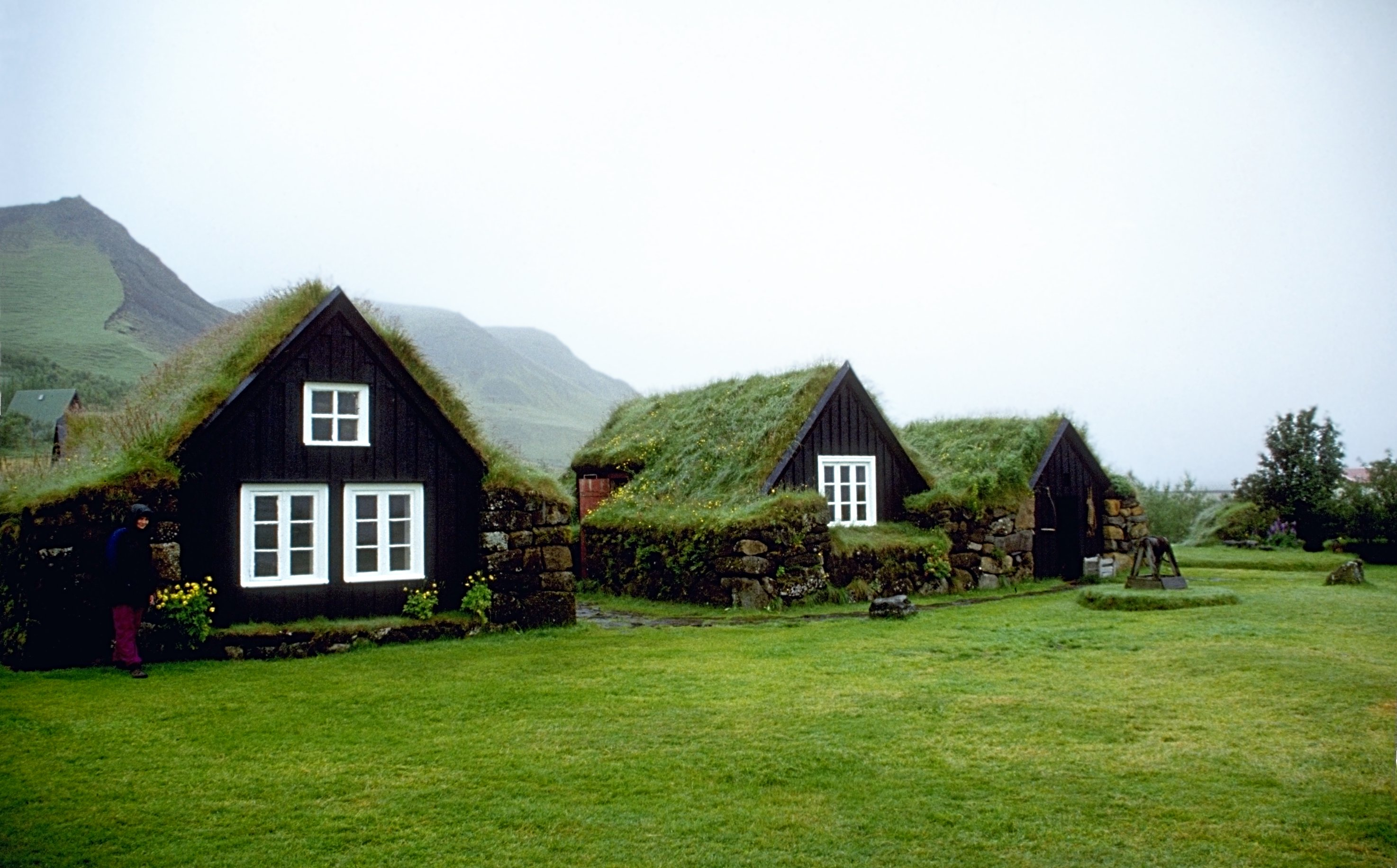
Традиционные исландские дома (Деревня-музей Скоугар)